# Google Domains
Google Domains（グーグル ドメイン）は、Googleが提供していたドメイン登録サービスである。2014年6月にベータ版が開始され、2015年1月に一般公開されたが、2023年にSquarespaceに買収され、Google Domainsとしてのサービス提供は終了した。

## 概要
このサービスではドメイン登録やDNSホスティング、ダイナミックDNS、リダイレクト、メール転送を提供していた。Google Cloud DNSとGoogle Workspaceのネイティブ統合サポートも提供していた。
ドメインをBloggerやGoogle Sites、Squarespace、Wix.com、Weebly、Bluehost、Shopify、Firebaseに接続するワンクリックDNS構成も提供していた。また、ドメインプライバシー、カスタムネームサーバー、DNSSECをサポートしていた。
ドメイン登録サービスはICANNによって認定されており、ICANNによってGoogleに割り当てられたIANA番号は895である。

## 歴史
2005年、Googleはドメイン登録事業者となった。
2014年6月23日、Google Domainsのベータ版を招待者限定で開始した。2015年1月13日、Google Domainsは一般公開された。
2022年3月15日、GoogleはGoogle Domainsのベータ版を終了すると発表した。
2023年6月15日、Google DomainsをSquarespaceに譲渡する最終契約を締結したと発表した。同年9月7日、全ての顧客アカウントと約1,000万の登録ドメイン名を含む全てのGoogle Domainsの資産が、Squarespaceによって約1億8,000万米ドルで買収された。これに伴い、Google Domainsの提供は終了し、これまでGoogleが運営していたドメイン登録サービスはSquarespaceに引き継がれることになった。